# 공주 중동성당
공주 중동성당(公州 中洞聖堂)은 대한민국 충청남도 공주시에 있는 일제강점기의 건축물이다. 1998년 7월 25일 충청남도의 기념물 제142호로 지정되었다.

## 개요
언덕 위에 자리한 천주교 성당으로, 서양 중세 때 유행하던 고딕건축 양식 건물이다.
평면이 약간 변형된 라틴식 십자가형으로, 외관이 붉은 벽돌로 되어있다. 중앙 현관의 꼭대기에는 높은 종탑이 있고, 현관 출입구와 창의 윗부분은 끝이 뾰쪽한 아치로 장식되어 있다. 내부는 중앙에 여러사람이 앉을 수 있는 긴 의자를 놓고 그 양쪽에 복도를 둔 형식이다. 중앙의 넓은 공간과 복도 사이에는 6개의 돌기둥이 있는데 단면이 6각형을 이루고 있다.
1934년에 착공하여 1936년에 완공한 것으로, 전통적인 목조건물에서 현대 건축으로 넘어가는 과정을 엿볼 수 있다.

## 현지 안내문
1898년 불란서 사람인 진 베드로 신부가 이곳에 교당을 세우고 교지 전파를 시작하면서 공주에 천주교가 자리잡게 되었다. 이 건물은 1936년에 착공하여 1937년에 완공한 천주교 성당 건물로, 현재는 본당과 교육관이 남아 있다.
서양 중세기에 유행하였던 고딕건축양식을 따르고 있는데 평면은 약간 라틴식 십자가형이고 내부는 3랑식이다. 가파른 언덕 위에 높은 종탑을 세워 종교건물의 위엄을 표현하였다. 전통적인 목조건물에서 현대건축으로 넘어가는 과도기의 모습을 건축 세부에서 살펴 볼 수 있다.
천주교가 서해안을 통해 충청도 내륙에 들어오면서 현대의 성당건축이 만들어지는데 이 건물은 그 중의 하나로 단아하면서 고전적인 아름다움을 가지고 있다.

## 참고 자료
- 공주중동성당 - 국가유산청 국가유산포털